# Tschoch-Kommuna
Tschoch-Kommuna (russisch Чох-Коммуна, offiziell nur Kommuna) ist ein Dorf im Rajon Gunib der nordkaukasischen Republik Dagestan in der Russischen Föderation. Es gehört zur Landgemeinde (selskoje oposselenije) Tschoch und hat gut 700 Einwohner (Stand 2010).
Das Dorf Kommuna wurde im Jahr 1929 gegründet. Es war die erste landwirtschaftliche Kommune in diesem Gebiet, daher auch der Name. Die Besiedlung des Landes mit früherem Flurnamen Urulozi (russisch Урулоци) erfolgte durch Aktivisten aus dem Aul Tschoch, denen ein Stück Land zugewiesen wurde. 
Die Mehrheit der Bewohner von Kommuna sind Awaren. Hauptsächlich leben sie von der Landwirtschaft – Obstbau und Viehzucht.